# ادوارد موسسیان
ادوارد آشوتی موسسیان ( روسی: Эдуард Ашотович Мовсесян؛ زادهٔ ۹ مارس ۱۹۹۲) بازیکن فوتبال در پست هافبک ارمنی‌تبار اهل روسیه است.

## باشگاهی
از باشگاه‌هایی که در آن بازی کرده‌است می‌توان به باشگاه فوتبال آلانیا-د ولادی‌قفقاز اشاره کرد.